# Desktop Management Interface
- Este artículo ha sido traducido a partir del artículo homónimo de la Wikipedia en inglés.

El Desktop Management Interface (DMI) genera un framework estándar para gestión y seguimiento de componentes en un ordenador de sobremesa, portátil o servidor, creando una abstracción de esos componentes desde el software que los gestiona. El desarrollo de DMI señaló los primeros pasos de la Distributed Management Task Force (DMTF) en la creación de estándares de gestión equipos. Antes de la introducción de DMI, la información sobre los detalles sobre los componentes en un ordenador personal podían hallarse en fuentes de información no estandarizadas.
Debido al rápido desarrollo de las tecnologías asociadas a la gestión de equipos, como Common Information Model (CIM), el DMTF definió un proceso "fin de vida" para DMI, que acabó el 31 de marzo de 2005.
Desde 1999, Microsoft requería de los OEMs y fabricantes de BIOS que dieran soporta al interface y datos DMI para obtener la certificación Microsoft.

## DMI y SMBIOS
DMI presenta los datos del sistema (incluyendo los de la BIOS y SMBIOS ) al software de gestión, pero las dos especificaciones funcionan independientemente.
DMI se confunde frecuentemente con SMBIOS, la cual recibe actualmente el nombre de DMIBIOS en sus primeras revisiones.

## Servicios opcionales adicionales: datos y rutinas MIF
Cuando el software solicita información de un agente residente en memoria, este responde enviado los datos en formato MIF (Management Information Format) o activando las rutinas MIF. Los datos estáticos en formato MIF pueden contener elementos como la identificación del modelo, el número de serie, cantidad de memoria y direcciones de puertos. Una rutina MIF puede leer la memoria e informar de su contenido.

## DMI y SNMP
DMI puede coexistir con SNMP y otros protocolos de gestión. Por ejemplo, cuando llega una interrogación SNMP, DMI puede rellenar la SNMP MIB con datos de sus MIF. Una estación de trabajo aislada o un servidor pueden actuar como agente proxy y contener el módulo SNMP de un segmento de la red local (LAN) con equipos dotados de DMI.